# China Open 1995
Die China Open 1995 im Badminton fanden vom 6. bis zum 11. November 1995 in Chengdu statt. Das Preisgeld betrug 125.000 Dollar, was dem Turnier zu einem Fünf-Sterne-Status im World Badminton Grand Prix verhalf.

## Sieger und Platzierte
| Disziplin    | Gold                       | Silber                            | Bronze                            |
| ------------ | -------------------------- | --------------------------------- | --------------------------------- |
| Herreneinzel | Dong Jiong                 | Poul-Erik Høyer Larsen            | Peter Rasmussen                   |
| Herreneinzel | Dong Jiong                 | Poul-Erik Høyer Larsen            | Joko Suprianto                    |
| Dameneinzel  | Ye Zhaoying                | Bang Soo-hyun                     | Susi Susanti                      |
| Dameneinzel  | Ye Zhaoying                | Bang Soo-hyun                     | Yao Yan                           |
| Herrendoppel | Huang Zhanzhong Jiang Xin  | Jon Holst-Christensen Thomas Lund | Peter Axelsson Pär-Gunnar Jönsson |
| Herrendoppel | Huang Zhanzhong Jiang Xin  | Jon Holst-Christensen Thomas Lund | Tony Gunawan Rudy Wijaya          |
| Damendoppel  | Ge Fei Gu Jun              | Gil Young-ah Jang Hye-ock         | Qin Yiyuan Tang Hetian            |
| Damendoppel  | Ge Fei Gu Jun              | Gil Young-ah Jang Hye-ock         | Chen Ying Peng Xinyong            |
| Mixed        | Chen Xingdong Peng Xinyong | Park Joo-bong Shim Eun-jung       | Liu Jianjun Sun Man               |
| Mixed        | Chen Xingdong Peng Xinyong | Park Joo-bong Shim Eun-jung       | Tao Xiaoqiang Wang Xiaoyuan       |

## Finalresultate
| Disziplin    | Sieger                     | Finalist                          | Ergebnis           |
| ------------ | -------------------------- | --------------------------------- | ------------------ |
| Herreneinzel | Dong Jiong                 | Poul-Erik Høyer Larsen            | 15-8, 15-9         |
| Dameneinzel  | Ye Zhaoying                | Bang Soo-hyun                     | 11-5, 11-0         |
| Herrendoppel | Huang Zhanzhong Jiang Xin  | Thomas Lund Jon Holst-Christensen | 15-8, 15-11        |
| Damendoppel  | Ge Fei Gu Jun              | Gil Young-ah Jang Hye-ock         | 15-12, 10-15, 15-3 |
| Mixed        | Chen Xingdong Peng Xinyong | Park Joo-bong Shim Eun-jung       | 15-11, 4-15, 15-10 |

## Halbfinalresultate
| Disziplin    | Sieger                            | Gegner                            | Ergebnis          |
| ------------ | --------------------------------- | --------------------------------- | ----------------- |
| Herreneinzel | Dong Jiong                        | Peter Rasmussen                   | 15-8, 15-12       |
|              | Poul-Erik Høyer Larsen            | Joko Suprianto                    | 15-5, 15-12       |
| Dameneinzel  | Ye Zhaoying                       | Yao Yan                           | 11-6, 12-9        |
|              | Bang Soo-hyun                     | Susi Susanti                      | 11-2, 10-12, 11-2 |
| Herrendoppel | Huang Zhanzhong Jiang Xin         | Pär-Gunnar Jönsson Peter Axelsson | 15-11, 15-12      |
|              | Thomas Lund Jon Holst-Christensen | Rudy Wijaya Tony Gunawan          | 15-9, 15-2        |
| Damendoppel  | Ge Fei Gu Jun                     | Chen Ying Peng Xinyong            | 15-10, 15-10      |
|              | Gil Young-ah Jang Hye-ock         | Qin Yiyuan Tang Yongshu           | 12-15, 15-9, 15-7 |